# Tecoma
Genre
Classification phylogénétique
Tecoma est un genre de plantes à fleurs de la famille des Bignoniaceae. Il compte 14 espèces d'arbustes ou de petits arbres. Douze espèces sont originaires d'Amérique, tandis que les deux autres espèces sont africaines.
Les espèces américaines poussent de l'extrême sud des États-Unis par l'Amérique centrale et du sud des Antilles à travers les Andes au nord de l'Argentine. Le nom générique est dérivé du mot nahuatl tecomaxochitl, nom donné par les peuples indigènes du Mexique aux plantes à fleurs tubulaires.

## Espèces

### SelonITIS
- Tecoma capensis (Thunb.) Lindl.
- Tecoma castanifolia (D. Don) Melchior
- Tecoma stans (L.) Juss. ex Kunth

### Espèces
- Tecoma arequipensis (Sprague) Sandwith
- Tecoma capensis (Thunb.) Lindl. – (Afrique du Sud)
- Tecoma castanifolia (D.Don) Melchior
- Tecoma cochabambensis (Herzog) Sandwith
- Tecoma fulva (Cavanilles) D.Don
- Tecoma garrocha Hieronymus
- Tecoma guarume DC.
- Tecoma nyassae Oliv.
- Tecoma rosifolia Humboldt, Bonpland & Kunth
- Tecoma sambucifolia Humboldt, Bonpland & Kunth
- Tecoma stans (L.) Juss. ex Humboldt, Bonpland & Kunth – (Amérique)
- Tecoma tanaeciiflora (Kränzlin) Sandwith
- Tecoma tenuiflora (DC.) Fabris
- Tecoma weberbaueriana (Kränzlin) Melchior[2]